# ザ・大年表
『中居正広のザ・大年表』（なかいまさひろのザ・だいねんぴょう）は2010年から2012年まで日本テレビ系列で不定期（主に春・秋の改編期）に放送されていた報道型バラエティ番組である。中居正広の冠番組。

## 概要
毎回テーマを設け、その事柄について大年表を使いながら説明を行う番組である。
パイロット版は『サタデーバリューフィーバー』内で放送され、寺脇康文と山瀬まみが司会を務めた。ゴールデンタイム進出後は司会が中居正広に代わり、内容も「この番組のために猛勉強してきた中居が、大年表を使いながら分かりやすくテーマを解説する」ものに変更された。

## 出演者

### MC

#### 第1回以降
- 中居正広（当時SMAP）
- 羽鳥慎一（フリーアナウンサー） - 進行

#### 第1回のみ
- 池上彰

#### 第3回・第4回
- 鈴江奈々（日本テレビアナウンサー） - 進行

#### 第5回以降
- 西尾由佳理（フリーアナウンサー） - 進行

#### パイロット版
- 寺脇康文
- 山瀬まみ

## 放送日時・内容
| 回数         | 放送日時                               | テーマ               | 内容 | 視聴率                        |
| ------------ | -------------------------------------- | -------------------- | --- | ----------------------------- |
| パイロット版 | 2008年7月26日（土曜日） 13:30 - 14:55  | お笑い               | 昭和 - 平成お笑いブーム偉人伝 |                               |
| 第1回        | 2010年3月31日（水曜日） 19:00 - 21:54  | 政治                 | 小沢一郎はなぜ嫌われるのか? 民主党に政権交代して良かったのか? 戦後日本を動かしてきた歴代総理とその裏で動いた(秘)人物 国会に潜入ロケ! 超大物政治家に直撃取材! 世界の独裁者 自民党本部を見学            | 12.6%                         |
| 第2回        | 2010年10月2日（土曜日） 19:00 - 22:54  | 経済                 | 年金を人より多くもらう方法とは!? 年々高くなる医療費問題 消費税は何%まで上がるのか!? 続く円高、株安…いつまでこの不況は続くのか!?                                                                       | 11.4%                         |
| 第3回        | 2011年5月4日（水曜日） 19:00 - 21:54   | ブーム               | ムツゴロウと珍獣ペットロケ 意外なヒット裏話 大ブームになった超貴重映像 | 12.7%                         |
| 第4回        | 2011年10月2日（日曜日） 19:00 - 21:54  | 日本の知られざる学校 | ジャニーズの秘密 壁のない学校 インド式インターナショナルスクール 中居の母校を訪問 ちょっと変わった入学試験 歴代学園ドラマの名シーン                                                                   | 13.2%                         |
| 第5回        | 2011年12月30日（金曜日） 18:00 - 20:54 | 今年輝いた100人      | ジャニーズ歴代コンサート秘蔵映像&ヒット曲集 『家政婦のミタ』の秘密 なでしこJAPANと女子会! ディズニーランドで起きた「奇跡の実話」                                                                      | 10.6%（第1部） 12.6%（第2部） |
| 第6回        | 2012年3月27日（火曜日） 19:00 - 20:54  | 人気子役             | 子役になれる方法 子役のギャラ 子役の養成所 子役で得したこと・損したこと 子役事務所の選抜レッスン 人気子役のドラマ名場面&CM集 人気子役の私生活                                                         | 11.4%                         |
| 第7回        | 2012年10月3日（水曜日） 21:00 - 22:48  | リーダー             | カリスマリーダーが続々登場 世界記録に挑戦した命知らずな女性88人のリーダー オオカミのリーダーになった男 サルのリーダーに認められた少女 天才小学生社長 AKB48の総監督高橋みなみに密着 草彅剛が中居を語る | 7.0%                          |

## スタッフ
第7回時点
- ナレーター：立木文彦、大塚芳忠、垂木勉
- 構成：小野高義、都築浩、町山広美、高草木靖治／鈴木おさむ
- TM：江村多加司
- SW：村松明（第2〜5,7回）
- CAM：渡辺滋雄（第7回）
- 照明：高橋正彦
- VE：飯島友美（第7回）
- 音声：今野健（第7回）
- MIX：大島康彦（第2,5〜7回）
- TK：井崎綾子
- 技術協力：NiTRO、ジャパンテレビ、麻布プラザ、ティ・ピー・ブレーン
- 美術協力：日本テレビアート
- 美術：上條宏美、柿崎愛子
- EED：秋田正樹
- MA：青木伸次
- 音効：森山顕仁
- リサーチ：金田佑馬、高木美嘉、田中利幸
- バーチャル：齊藤利紀、塚越千恵（共に第7回）
- CG：古川滋彦（第7回）、ちたまロケッツ、グレートインターナショナル
- 編成：植野浩之、鬼頭直孝（鬼頭→第7回）
- 営業：中山大輔（第7回）
- 広報：西室由香里（第2回以降）
- デスク：櫛山照美
- 演出補：丸谷敬典
- 再現VTR
  - 構成：小林清人（第5,7回）、安田聡太（第3,7回）
  - ディレクター：森田俊介（第2,4,7回）、吉岡賢祐（第5,7回）
  - プロデューサー：菅沼和美（第2,4,5,7回）
- ディレクター：早川多祐（第2回は小年表担当D）、本橋宏之、古郡武昭、河野奈都子、中村順、伊藤雄太、佐藤一輝
- 演出：花岡圭一郎、長久弦
- プロデューサー：小澤太郎、南波昌人（南波→第7回）、大澤宏一郎（第3回までが演出、第4回以降はP）、佐藤甲三、川口浩也、細越貴子、白石綾子（白石→第6回はAP►以前はプロデューサー）
- 制作協力：太陽カンパニー、ガッツエンターテイメント、厨子王
- 企画・総合演出：栗原甚
- チーフプロデューサー：大野彰作（第6回-）
- 製作著作：日本テレビ

### 過去のスタッフ
- ナレーター：真地勇志（第6回）
- 構成：桜井慎一
- SW：三井隆裕（第6回）
- CAM：山田祐一
- VE：八木一夫（第2回）、三崎美貴（第3,4回）、三山隆浩（第5回）、斎藤孝行（第6回）
- VTR：小峰祐司（第1回）、飯島友美（第2回）、石野太一（第3回）
- MIX：大島康彦（第2回）、藤岡絵里子（第3回）、池田正義（第4回）
- 音声：瀧健太郎（第1,3,4回）、林晃司（第2回）、山田値久（第3,5,6回）
- 年表：鮫島晶子（第6回）
- リサーチ：長谷川香織、フォーミュレーション
- デスク：佐藤恵子
- EED：鳥田金治（第2回）、後藤正孝（第3回）
- 技術協力：ミジェット、八峯テレビ
- 美術協力：東映東京撮影所
- 美術：松崎純一、大竹潤一郎、小林愛子
- 映像協力：ビクターエンタテインメント
- 撮影協力：パセラ秋葉原店、博品館TOY PARK銀座本店、学土会館、小山町フィルムコミッション
- CG：安居院一展（第1〜3回）、玄生社
- 編成：寺内壮（第1回）、東井文太（第2回）、糸井聖一（第3回）、小野隆史（第3回）、高谷和男（第6回）
- 広報：向笠啓祐（第1回）
- 営業：阿部寿徳（第2,3回）、佐藤俊之（第6回）
- 調査：佐藤政治
- 再現VTR
  - ディレクター：並木哲也（第1回）、布川英樹（第2回）、太田博章（第3回）、萩原由美（第3回）、守下雅也（第4回）
  - プロデューサー：國弘明子（第3回）
  - 構成：根本ノンジ（第2回）、小堀裕也（第1回）、田中直人、鈴木浩介（第5回）
- 世界の政治（第1回）・小年表（第2回）
  - ディレクター：高浦千明、本橋宏之
  - 協力プロデューサー：宮本誠臣
  - 演出：大熊義紹
- 潜入
  - ディレクター：伊藤雄太、佐藤一輝、滝内一穂、小林淳一、松田幸樹
- AP：三ツ木景、久保田博哉、佐々木千佳子、廣中ゆかり、田辺わたる、高橋滋紀
- 演出補：大場慎也、佐々木美歩、西岡正純
- ディレクター：浅井裕太郎、荒木俊雅、高浦千明、小林淳一、滝内一穂、葛西一也
- 演出：大熊義紹
- プロデューサー：三觜雅人、上田識喜、近田雅美（近田→以前はAP）、植松保弘、本多雅美
- チーフプロデューサー：竹内尊実
- 制作協力：AX-ON、THE WORKS、安寿、ビアーズ